# Distretto di Trongsa
Trongsa è uno dei 20 distretti (dzongkhag) che costituiscono il Bhutan. Il distretto appartiene al dzongdey meridionale.

## Municipalità
Il distretto consta di cinque gewog  (raggruppamenti di villaggi):
- gewog di Dragteng
- gewog di Korphu
- gewog di Langthil
- gewog di Nubi
- gewog di Tangsibji

Distretto di Trongsa
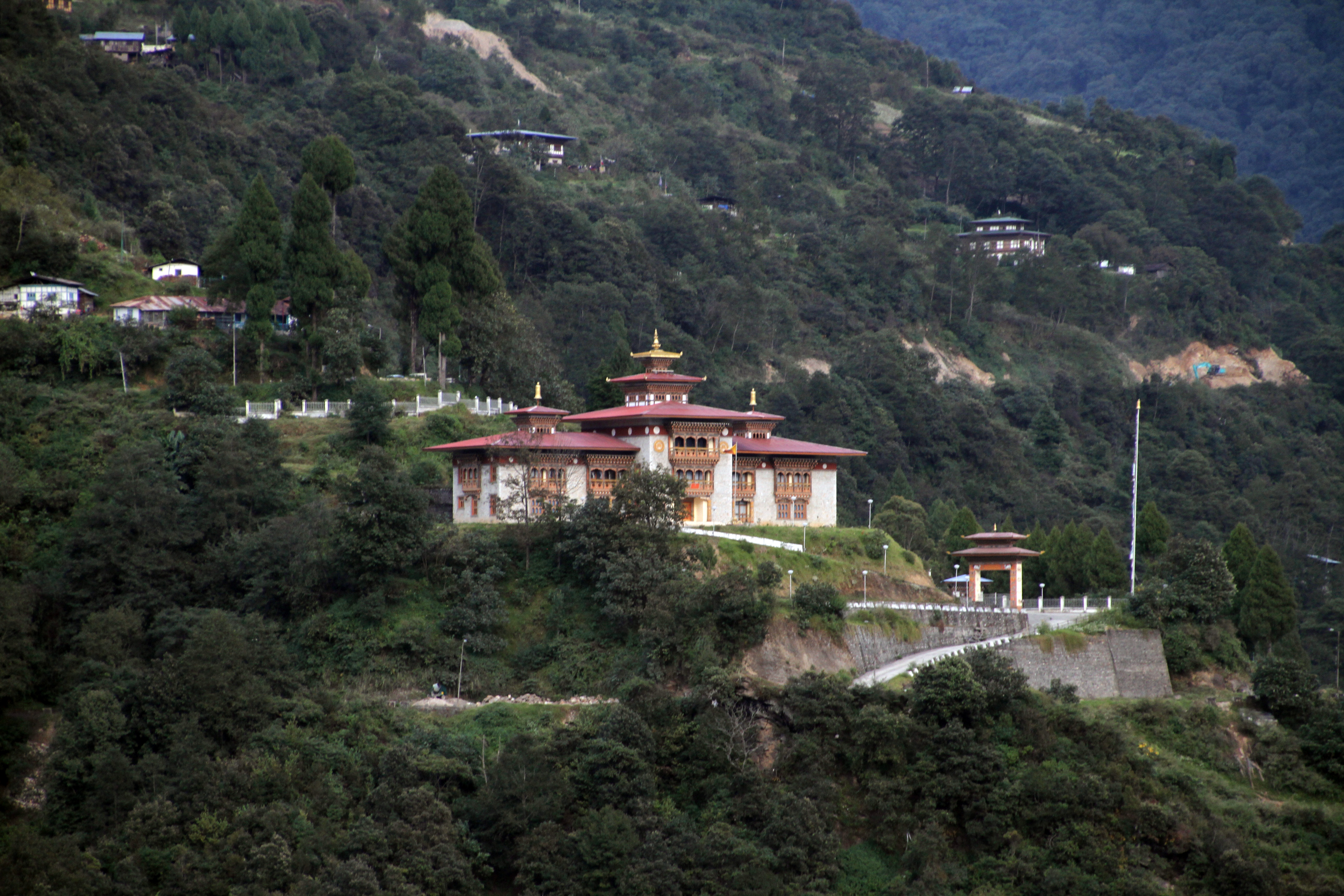
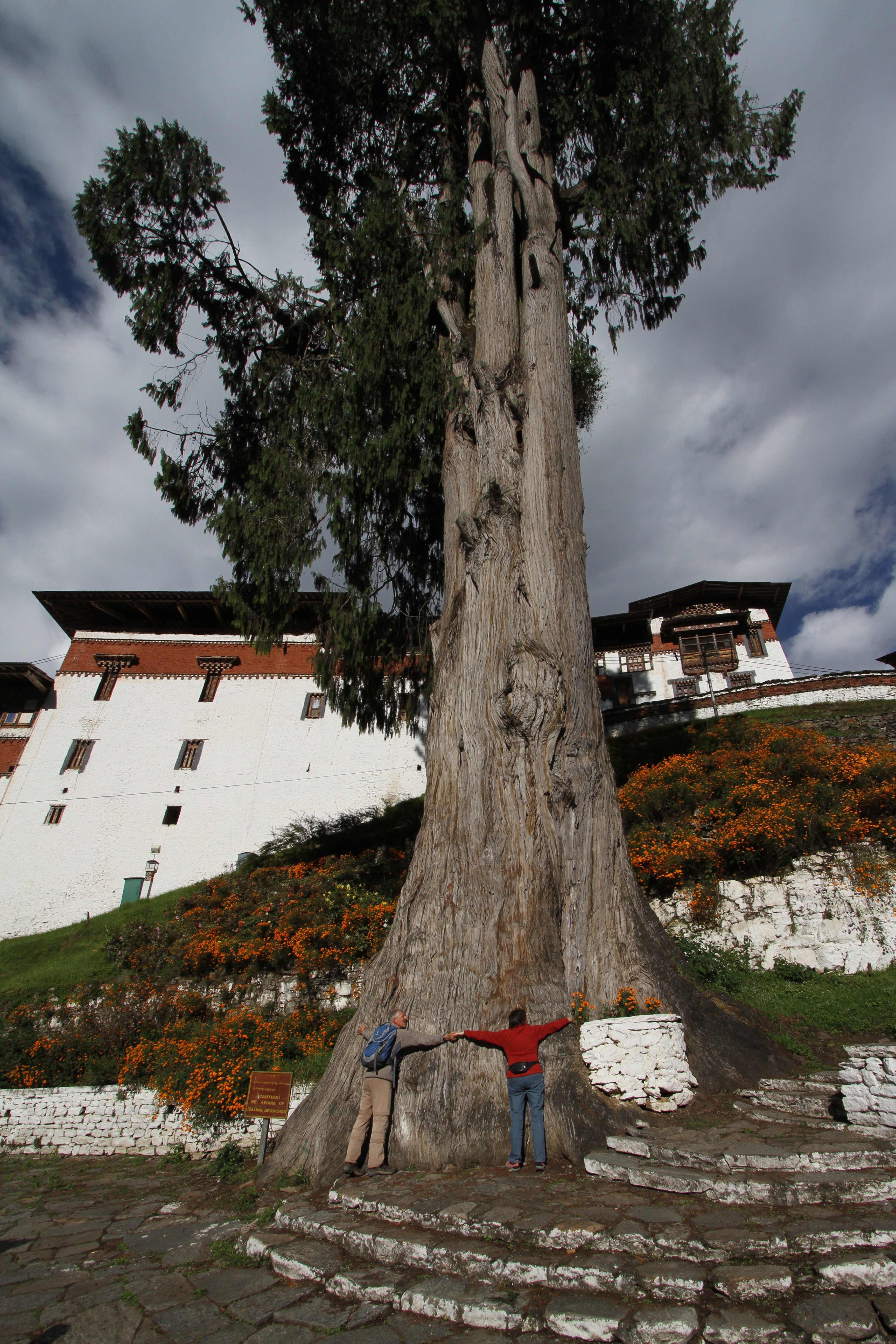
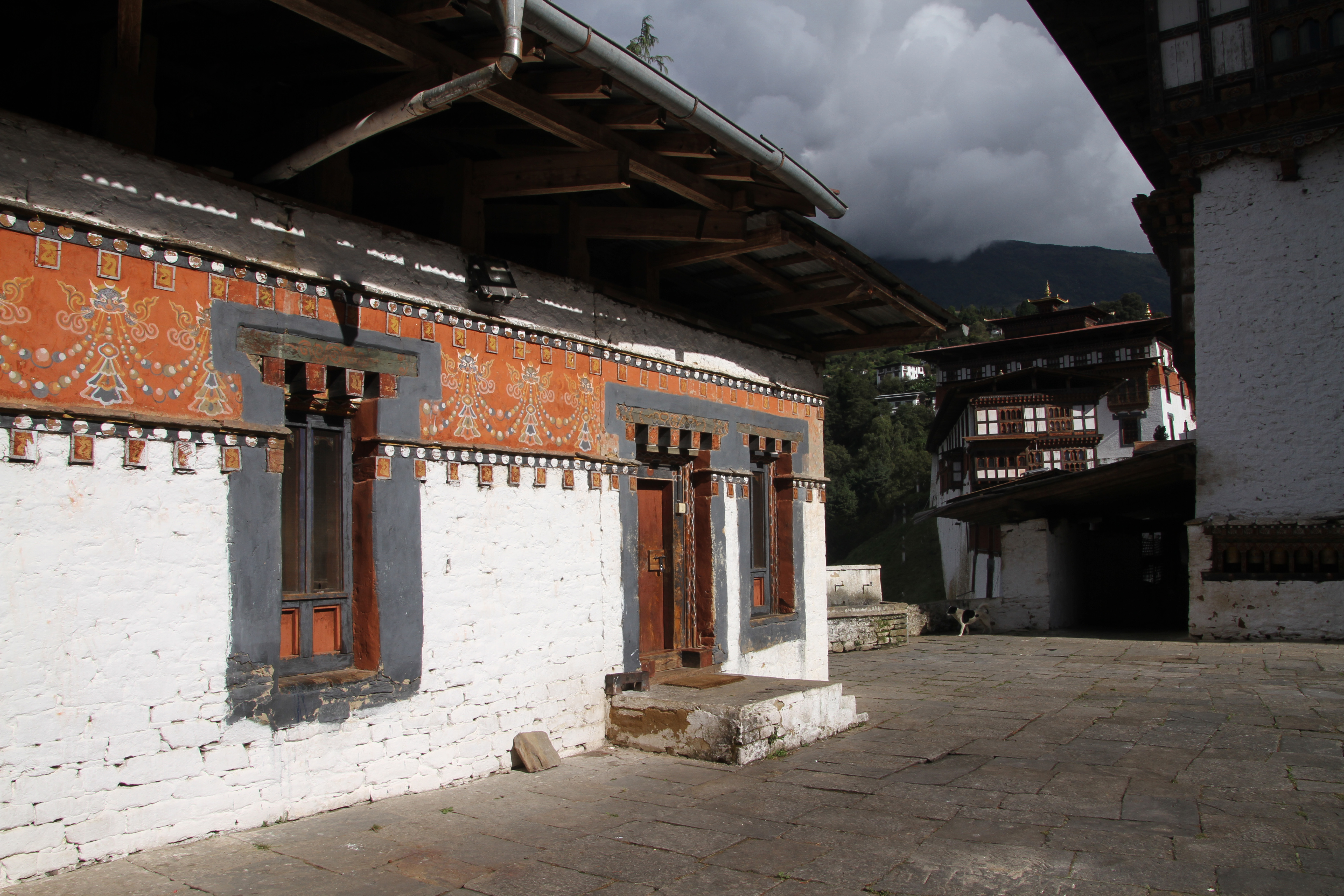
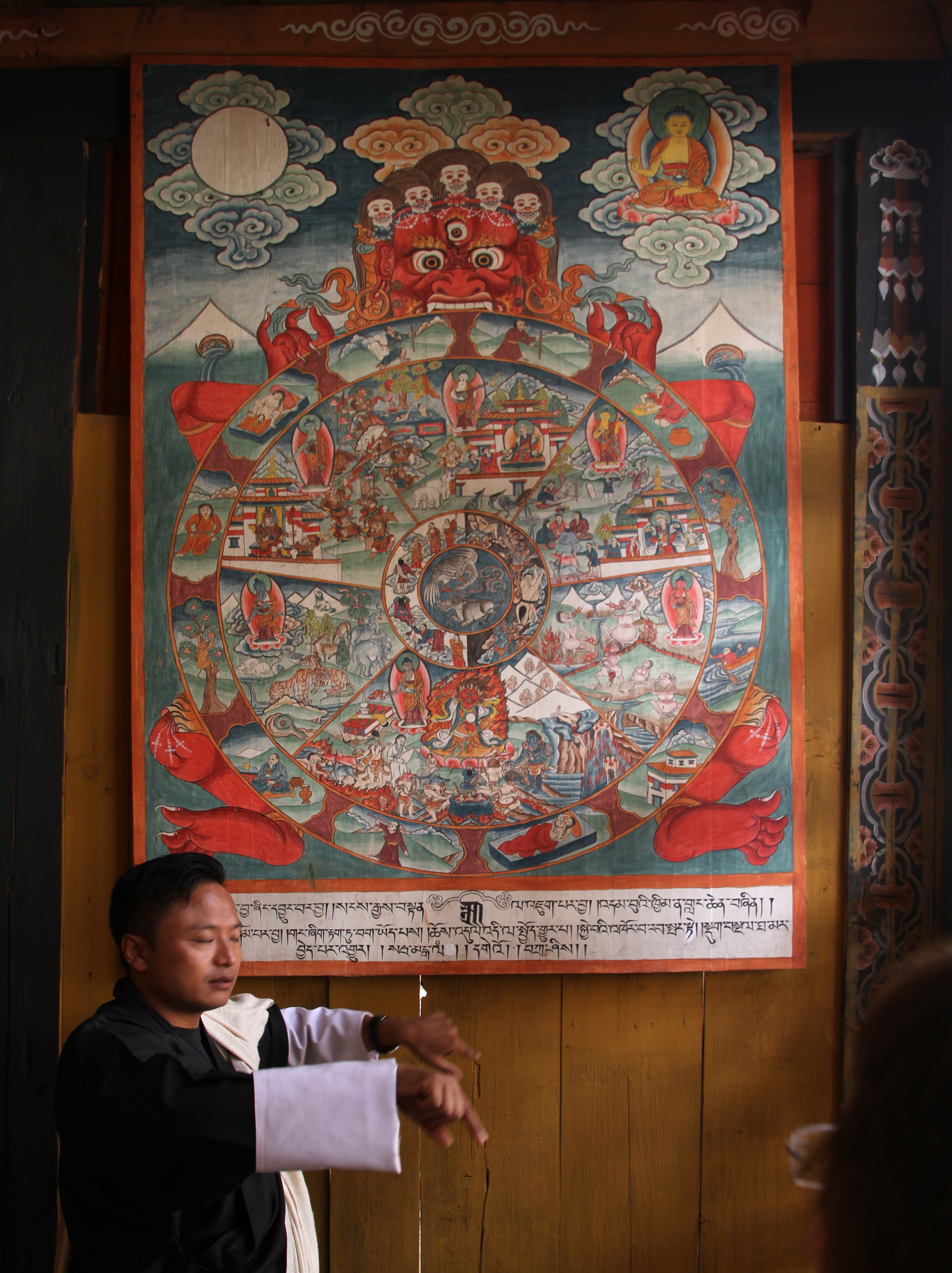
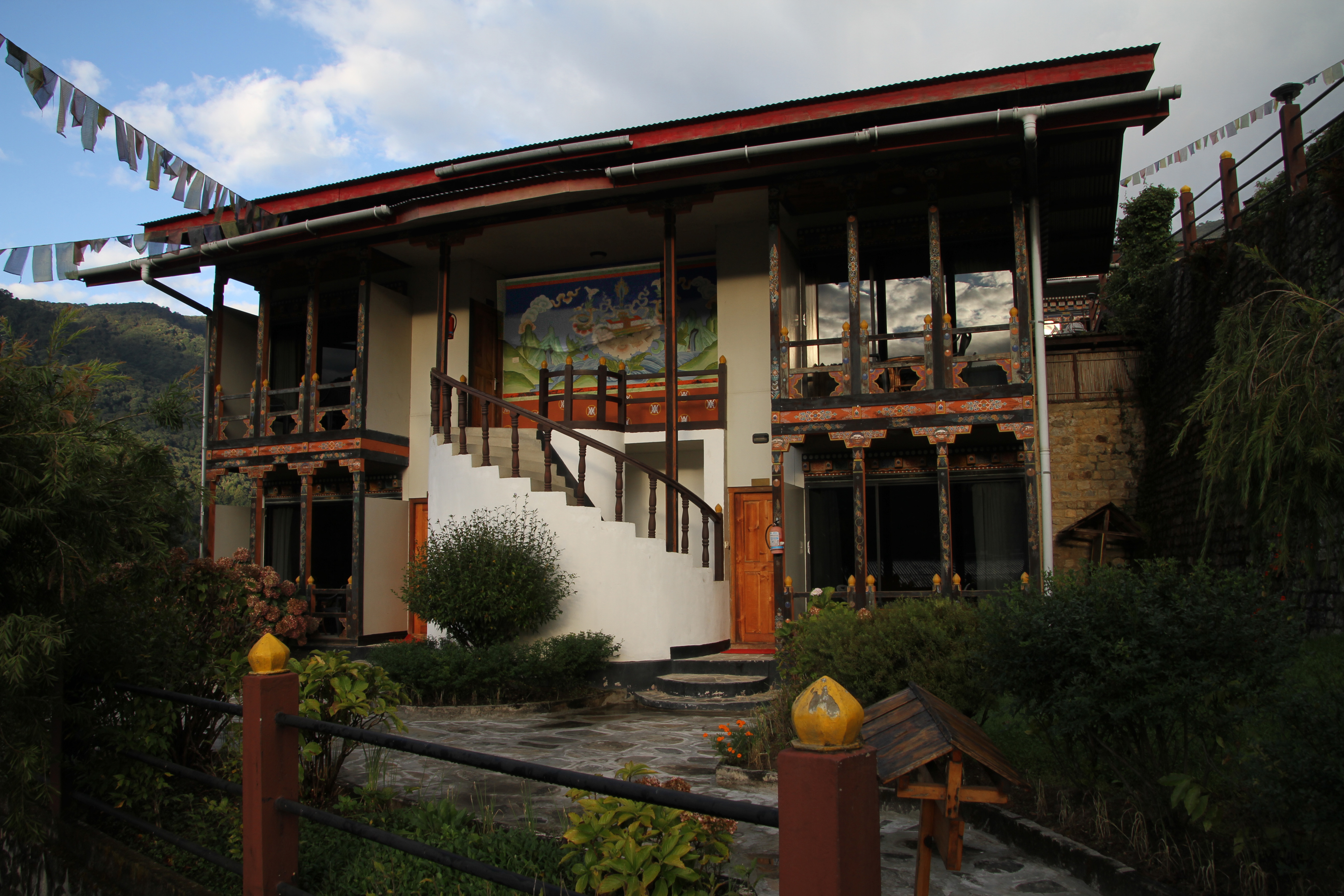
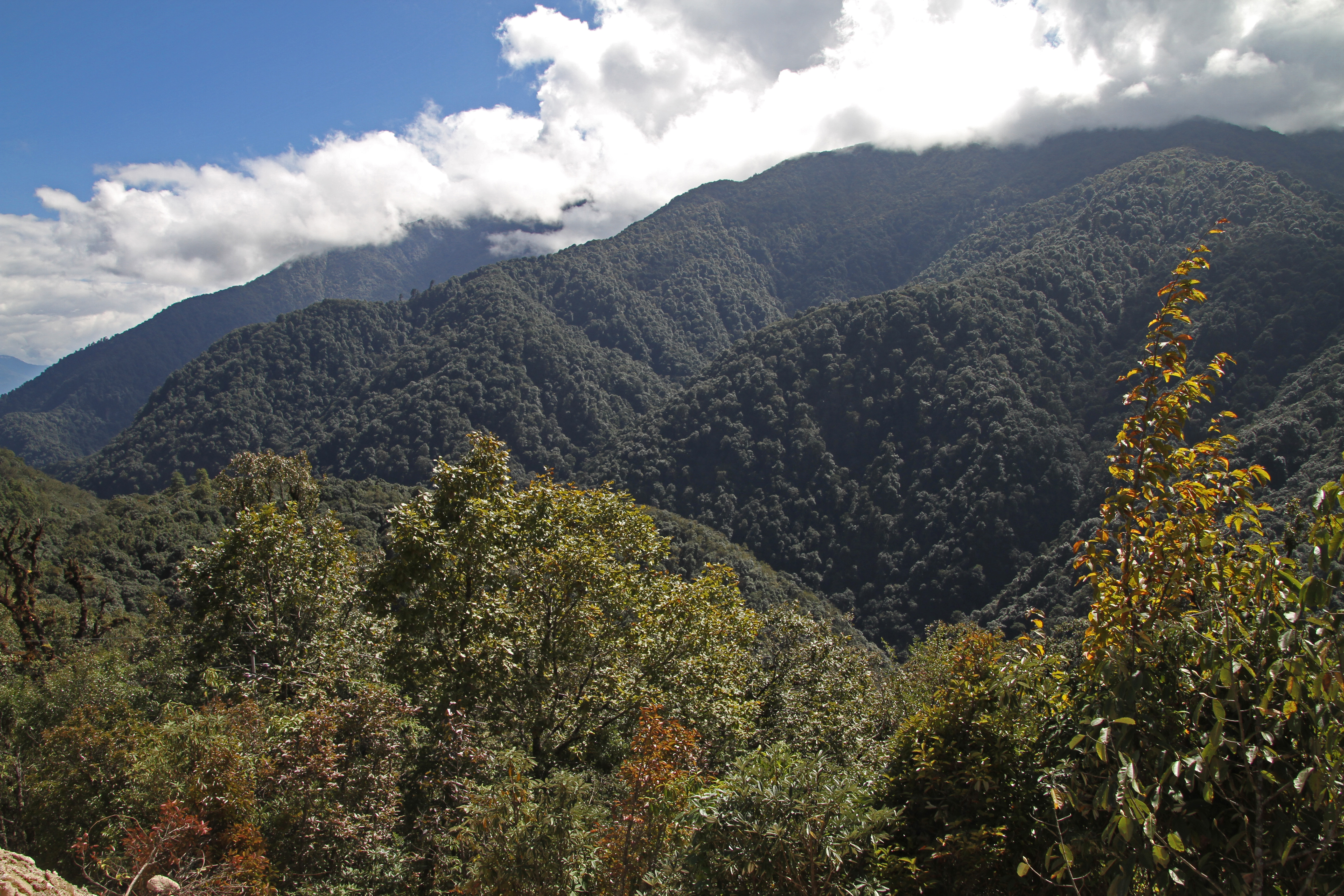
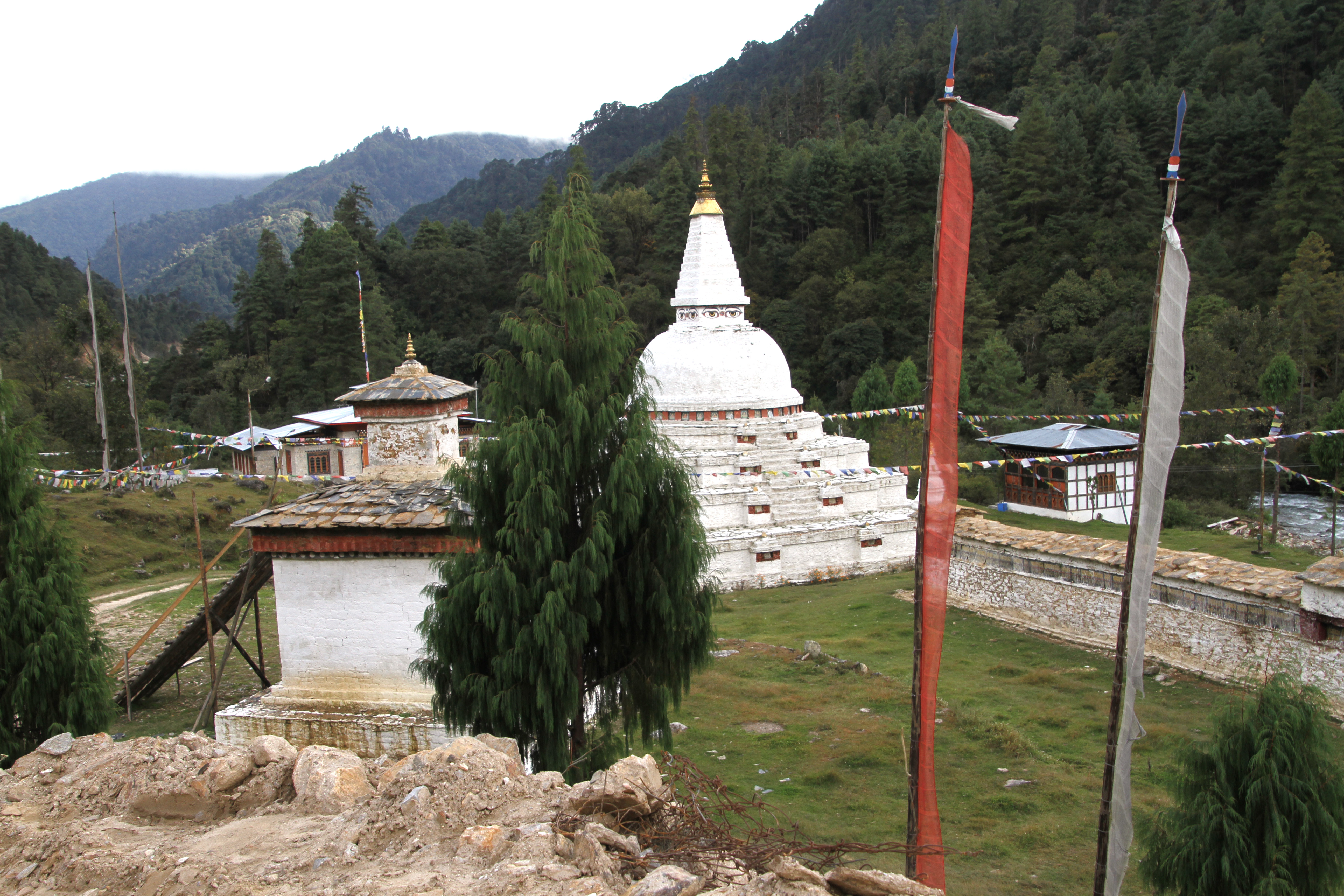